# I bitwa pod Dyrrachium
Bitwa pod Dyrrachium – starcie zbrojne, które miało miejsce 10 lipca 48 p.n.e. w okolicach Dyrrachium (obecnie Durrës, prawdopodobnie w okolicach Skały Kavajskiej), podczas wojny domowej Juliusza Cezara, toczonej w latach 49–45 p.n.e.
W Hiszpanii Gajusz Juliusz Cezar pokonał armie Pompejusza, jednak jego podkomendnym walczącym w Afryce i nad Morzem Adriatyckim wiodło się znacznie gorzej. Cezar postanowił więc zaatakować Pompejusza bezpośrednio, i wziąwszy ze sobą 15 000 żołnierzy (w tym Legio IX Hispana i Legio IV Macedonica) ruszył z Hiszpanii do Brundisium w Italii, następnie przebył Adriatyk i 4 stycznia 48 p.n.e. wylądował w Epirze, zajmując twierdze Oricum i Apollonia. Idąc na północ w kierunku Dyrrachium, natknął się na obwarowaną armię Pompejusza, liczącą 45 000 żołnierzy. Pompejusz, od chwili, gdy jego flota kontrolowała Adriatyk, nie widział powodu, by ryzykować starcie.
Wiosną 48 p.n.e. odciętej od źródeł zaopatrzenia armii Cezara zagroził głód. Nie zmieniły tej sytuacji posiłki przybyłe pod wodzą Marka Antoniusza, zwiększające liczebność armii Cezara do 25–35 tys. żołnierzy.
Nie mogąc już dłużej czekać Cezar postanowił stoczyć bitwę i zniszczyć armię Pompejusza. Gdy Pompejuszowi udało się zrobić wyrwę na prawym skrzydle Cezara, morale wojsk Cezara podupadło, co doprowadziło do masowej ucieczki z pola bitwy, i to pomimo osobistych wysiłków Cezara, by powstrzymać panikę. Zamiast ruszyć w pościg i całkowicie zmieść armię Cezara, Pompejusz wydał rozkaz wstrzymania ataku, sądząc, że armia Cezara, w znacznej części złożona z weteranów, nie mogłaby ulec panice. Doszedł zatem do wniosku, że panika była pozorowana i Cezar chciał w ten sposób wciągnąć go w pułapkę. Nie była to jednak prawda, a Cezar, szczęśliwy, że przeżył, powiedział, "Dziś zwycięstwo było po stronie nieprzyjaciół, ale żaden z nich nie odniósł z tego korzyści". Cezar (stracił w bitwie 1 000 żołnierzy) wycofał się do Tesalii. Pompejusz, gdy zorientował się w swej pomyłce, ruszył za nim. W miesiąc później doszło do bitwy pod Farsalos, gdzie Cezar, który pod Dyrrachium cudem uniknął katastrofy, odniósł nad ścigającym go Pompejuszem znakomite zwycięstwo.